# Ulrich Meyer

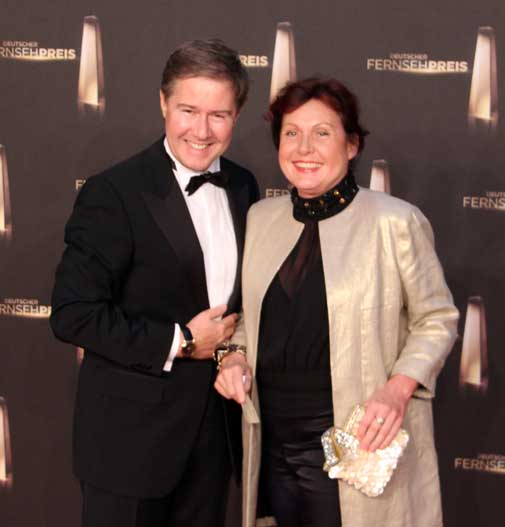
Ulrich Meyer und Georgia Tornow beim Deutschen Fernsehpreis 2012

Ulrich Meyer (* 26. Dezember 1955 in Köln) ist ein deutscher Journalist, Fernsehmoderator und -produzent.

## Leben und Wirken
Meyer machte 1974 das Abitur und leistete von 1974 bis 1976 seinen Grundwehrdienst als Gebirgsjäger in Mittenwald. In seiner Laufbahn als Reserveoffizier der Bundeswehr erreichte er den Dienstgrad eines Oberstleutnants. 1976 begann er ein Studium der Humanmedizin, das er 1979 abbrach. Bis 1980 machte er ein Volontariat bei der Kölnischen Rundschau. Ein Jahr später war er dort stellvertretender Lokalchef, bis er 1985 zum Privatsender RTL plus wechselte. Zunächst arbeitete er als Korrespondent in der damaligen Bundeshauptstadt Bonn und wurde 1987 zum Nachrichtenchef befördert. 1989 übernahm er die Redaktionsleitung des Boulevardmagazins Explosiv und des TV-Streitgesprächs Explosiv – Der heiße Stuhl.
Im Januar 1992 wurde Meyer freier Produzent beim Konkurrenzsender Sat.1, um dort die von seiner Firma, META productions GmbH, konzipierte Sendung Einspruch zu moderieren. Ab 1994 präsentierte er die Magazinsendung Alarm und von 1995 bis 2016 war er Moderator des Reportermagazins Akte – Reporter kämpfen für Sie. Auch die später zugekommenen Ableger wie GesundheitsAKTE (2013–2014) moderierte er. Zudem war er ab 1995 Nachrichtensprecher der 18.30 – Sat.1 Nachrichten. Er moderierte diese Sendung im Wechsel mit Clarissa Ahlers, bis er dort im Jahr 1998 ausstieg.
Als Sat.1 am 22. August 1996 zum erst zweiten Mal in der deutschen Fernsehgeschichte (1986 hatte der Bayerische Rundfunk eine Folge der ARD-Sendung Scheibenwischer mit Dieter Hildebrandt ausgeblendet) – die laufende Live-Sendung von Schreinemakers Live abbrach, verlas der darauf vorbereitete und wartende Ulrich Meyer eine Begründung von Sat.1, wonach es mit journalistischen Grundsätzen nicht vereinbar sei, private Probleme (gemeint waren Margarethe Schreinemakers Steuerprobleme mit dem Finanzamt) in der eigenen Sendung zu thematisieren.
2009 hatte Meyer einen Auftritt in dem Film Horst Schlämmer – Isch kandidiere!, wo er mit seiner Sendung Akte die Figur des Horst Schlämmer sowie reale Politiker interviewte. 2010 spielte Meyer den Psychologen Bohr in dem preisgekrönten Drama eMANNzipation.
Nach seinem Ausscheiden bei Akte moderierte er noch vom April bis Oktober 2017 die Sendung Ulrich Meyer – meine ServiceAKTE auf Sat.1 Gold.

## Privates
1990 kaufte sich Meyer ein Rennfahrzeug der Formel Ford und nahm mit diesem auch selbst als Fahrer an Rennen teil. Mit dem Beginn seiner Tätigkeit als selbständiger Produzent 1992 beendete er dieses Hobby wieder.
Meyers erste Frau war die heutige Chefredakteurin der Kölnischen Rundschau, Cordula von Wysocki, Tochter des Komponisten und Bandleaders Harald Banter. Seit 1995 ist Meyer mit der früheren Koordinatorin (Mitglied der Chefredaktion) der taz, Georgia Tornow, verheiratet. Er lernte sie als Gast seiner Sendung Explosiv – Der heiße Stuhl kennen. Sie leben in Potsdam und Berlin.

## Filmografie

### Als Moderator
Hauptsächlich war Meyer von 1987 bis 1992 auf RTLplus zu sehen. Seit 1992 ist er auf Sat.1 zu sehen und seit 2013 auch auf Sat.1 Gold.
| Titel                                              | Sender     | Zeitraum                             | Info                                        |
| -------------------------------------------------- | ---------- | ------------------------------------ | ------------------------------------------- |
| Explosiv                                           | RTLplus    | September 1987 – April 1992          | Im Wechsel mit Olaf Kracht und Hilmer Rolff |
| Explosiv – Der heiße Stuhl                         | RTLplus    | Januar 1989 – April 1992             | Hauptmoderator                              |
| Ulrich Meyer: Einspruch!                           | Sat.1      | April 1992 – Dezember 1994           |                                             |
| Alarm!                                             | Sat.1      | Januar 1994 – Dezember 1994          |                                             |
| Kinder-Einspruch!                                  | Sat.1      | April 1994 – Juni 1994               |                                             |
| Akte                                               | Sat.1      | Januar 1995 bis Dezember 2016        |                                             |
| Ulrich Meyer: Die Menschen hinter den Schlagzeilen | Sat.1      | Januar 1995 – Juli 1995              |                                             |
| 18.30 – SAT.1 Nachrichten                          | Sat.1      | Dezember 1995 – Dezember 1998        | im Wechsel mit Clarissa Ahlers              |
| Akte Schicksal                                     | Sat.1      | März – August 2009                   | später unter SchicksalsAKTE auf Sat.1 Gold  |
| ErmittlungsAKTE – Dem Verbrechen auf der Spur      | Sat.1      | April 2010 bis November 2013         |                                             |
| Akte 20.11 Spezial                                 | Sat.1      | März bis Juni 2011                   |                                             |
| Akte Thema – Wissen was zu tun ist                 | Sat.1      | Oktober 2011 bis März 2013           |                                             |
| SchicksalsAKTE                                     | Sat.1 Gold | Januar bis Oktober 2013              | vorher unter Akte Schicksal auf Sat.1       |
| GesundheitsAKTE                                    | Sat.1 Gold | Januar bis November 2013             |                                             |
| Akte Ärztepfusch                                   | Sat.1      | Januar bis Februar 2013              | nur zwei Folgen ausgestrahlt                |
| ServiceAKTE                                        | Sat.1 Gold | 14. August 2013 bis 19. Oktober 2017 |                                             |
| Wir sind Deutschland                               | Sat.1      | August 2015                          |                                             |

### Als Schauspieler
- 2001: Antonia – Zwischen Liebe und Macht (Fernsehfilm auf Sat.1), als er selbst
- 2009: Horst Schlämmer – Isch kandidiere! (Filmkomödie), als er selbst
- 2011: eMANNzipation (Spielfilm/Drama) als Dr. Alfred Bohr

## Auszeichnungen
- 1990: Goldener Gong für Explosiv – Der heiße Stuhl, gemeinsam mit Olaf Kracht
- 2013: Die Goldene Deutschland für Akte 20:13[4]